# Anthurium armeniense
Anthurium armeniense Croat, 1984 è una pianta della famiglia delle Aracee, endemica del Guatemala.